# مارشال ماكدونالد
كان مارشال ماكدونالد (18 أكتوبر 1835-1 سبتمبر 1895) مهندسًا وجيولوجيًا وعالمًا في علم المعادن وفي تربية الأسماك ومصايدها. عمل ماكدونالد كمفوض للجنة الولايات المتحدة للأسماك ومصايد الأسماك من عام 1888 حتى وفاته في عام 1895. اشتهر باختراعه لعدد من أجهزة تفريخ الأسماك وسلم الأسماك التي مكنت السلمون وأنواع الأسماك المهاجرة الأخرى من صعود منحدرات المجاري المائية ما يؤدي إلى زيادة مساحة التفريخ. كانت إدارة ماكدونالدز التابعة للجنة الأمريكية للأسماك ومصايد الأسماك خالية بشكل ملحوظ من الفضائح وعززت حماية وتربية أنواع الأسماك في جميع أنحاء الولايات المتحدة.
وُلد ماكدونالد عام 1835 في رومني بولاية فيرجينيا (فيرجينيا الغربية الحالية)، وكان ابن أنجوس وليام ماكدونالد، الضابط العسكري والمحامي، وزوجته ليسي آن نايلور. من 1854 إلى 1855، درس ماكدونالد التاريخ الطبيعي تحت إشراف سبنسر فولرتون بيرد في معهد سميثسونيان في واشنطن العاصمة، ثم التحق بجامعة فيرجينيا ومعهد فيرجينيا العسكري، وتخرج منها عام 1860. عمل ماكدونالد كأستاذ مساعد للكيمياء في المعهد تحت إشراف ستونيوول جاكسون واستمر في التدريس بشكل متقطع طوال الحرب الأهلية الأمريكية.
انضم ماكدونالد إلى جيش الولايات الكونفدرالية في عام 1861 وكلف كملازم وضابط مهندس. شغل منصب المفتش العام لموظفي ستونوول جاكسون، ثم عمل كضابط أركان للواء مارتن لوثر سميث وضابط مهندس للجنرال جون سي بيمبيرتون. أخذ ماكدونالد كأسير حرب من قبل جيش الاتحاد في فيكسبيرج، ميسيسيبي، في 1863. بعد الحرب في عام 1865، عاد ماكدونالد إلى معهد فيرجينيا العسكري حيث عين أستاذًا برتبة عقيد، إذ قام بالتوجيه والعمل كرئيس من موضوعات الكيمياء والجيولوجيا وعلم المعادن وعلم المعادن. كما أنشأ أول متحف للمؤسسة.
بحلول عام 1875، شارك ماكدونالد في تربية الأسماك وأصبح مديرًا لمفرخ الأسماك بولاية فيرجينيا في ويثفيل. عين كمفوض الأسماك في فيرجينيا واخترع سلم الأسماك خلال فترة ولايته. في عام 1879، استأجر سبنسر فولرتون بيرد شركة ماكدونالد لمنصب في اللجنة الأمريكية للأسماك ومصايد الأسماك. هناك، عمل كوكيل خاص، مشرفًا على مفرخات شاد، رئيس قسم تربية الأسماك، ورئيس مساعد مفوض لجنة الأسماك. في عام 1888، عين الرئيس جروفر كليفلاند ماكدونالد مفوضًا للأسماك ومصايد الأسماك. توفي ماكدونالد في منصبه عام 1895.

## النشأة والتعليم
ولد ماكدونالد في 18 أكتوبر، 1835، لأنجوس وليام ماكدونالد وزوجته، ليسي آن نايلور، في رومني، مقاطعة هامبشاير، فيرجينيا (فيرجينيا الغربية الآن). كان ماكدونالد الطفل السادس والرابع. سمي على اسم عائلة مارشال، وكثير منهم من أصدقاء والده. قامت عائلة ماكدونالدز بتربية تسعة أطفال - خمسة أبناء وأربع بنات - في منزل خشبي في رومني يملكه وليام نايلور، والد ليسي آن. الهيكل، المعروف حاليًا باسم بيت دافيز التاريخي، ما يزال قائمًا في موقعه الأصلي في زاوية شارعي ماين وبولتن ويعد متحفُا تحتفظ به مكتبة مقاطعة هامبشاير العامة. كان والد ماكدونالدز قائدًا اجتماعيًا بارزًا في رومني وخدم في مجلس أمناء أكاديمية رومني، أكاديمية حضرها ماكدونالدز على الأرجح، والمؤسسة التي خلفتها، معهد رومني الكلاسيكي. بعد وفاة والدة ماكدونالدز، ليسي آن، باع والده منزل عائلة نايلور في عام 1849 وانتقل إلى هانيبال بولاية ميزوري في خمسينيات القرن التاسع عشر ليعود إلى فيرجينيا بعد بضع سنوات بعد أن تزوج زوجته الثانية، كورنيليا بيك. كان ماكدونالد ووالده وإخوته يقيمون في رومني وقت إجراء تعداد الولايات المتحدة لعام 1850. من غير المعروف ما إذا كان ماكدونالد وإخوته قد رافقوا والدهم في انتقاله المؤقت إلى ميسوري.

## التعليم والعمل الأكاديمي المبكر
من 1854 إلى 1855، درس ماكدونالد التاريخ الطبيعي على يد سبنسر فولرتون بيرد في معهد سميثسونيان في واشنطن العاصمة. التحق ماكدونالد بالصف الثالث لمعهد فيرجينيا العسكري في ليكسينغتون، فيرجينيا، في عام 1855، حيث كان توماس -ستونوول- جاكسون أحد أساتذته. خلال العام الدراسي 1858-1859، التحق ماكدونالد بجامعة فيرجينيا في شارلوتسفيل. استأنف دراسته في معهد فيرجينيا العسكري متخرجًا في يوليو 1860. عمل ماكدونالد كأستاذ مساعد في الكيمياء تحت إشراف جاكسون في معهد فيرجينيا العسكري من خريف 1860 حتى اندلاع الحرب الأهلية الأمريكية في أبريل 1861، ودرَّس بشكل متقطع طوال فترة الحرب.

## مهنته العسكرية في الحرب الأهلية الأمريكية
انضم ماكدونالد إلى جيش الولايات الكونفدرالية في 27 أبريل 1861، وكلف كملازم وضابط مهندس. ثم شغل منصب المفتش العام لموظفي استاذه السابق، اللفتنانت الجنرال ستونوول جاكسون. عمل ماكدونالد لاحقًا كضابط أركان للواء مارتن لوثر سميث وكضابط مهندس للجنرال جون سي بيمبيرتون بعد نقله إلى نيو أورلينز.
بينما كان يشغل منصب كبير المهندسين في عهد بيمبرتون، أخذ جيش الاتحاد ماكدونالد كأسير حرب في فيكسبيرغ، ميسيسيبي، في عام 1863. خلال الحرب، عاد ماكدونالد وغيره من الطلاب العسكريين السابقين إلى معهد فيرجينيا العسكري لإرشاد التلاميذ أثناء الإفراج المشروط أو التعافي من الإصابات. في عام 1864، بينما كان ماكدونالد في حالة إطلاق سراح مشروط، روى أحد طلابه، جون سيرجنت وايز، أن ماكدونالد كان أستاذًا: مارشال ماكدونالد يتأرجح ليشير بعكازه إلى المشاكل الموجودة على السبورة السوداء، حتى يستطيع أشار وايز مرة أخرى بسيفه نحو المعقل الذي يلوح في الأفق المليء بالنار.
جرت ترقية ماكدونالد إلى رتبة رائد في قيادة المهندسين في هيئة الأركان العامة للجنرال براكستون براج. بحلول نهاية الحرب، رقي إلى رتبة عقيد وعميد. أثناء عمله كضابط في سلاح المهندسين، رأى ماكدونالد خدمة نشطة للغاية. خدم ماكدونالد وإخوته الأربعة بامتياز في جيش الولايات الكونفدرالية، لكن ثلاثة فقط من إخوته نجوا من الحرب. كان والده من أوائل سكان مقاطعة هامبشاير الذين تطوعوا للقتال من أجل الكونفدرالية في عام 1861 وكلف بصفته عقيدًا في قيادة فوج فرجينيا السابع لفرسان الفرسان.

## العودة إلى معهد فيرجينيا العسكري
بعد الحرب في عام 1865، عاد ماكدونالد إلى معهد فيرجينيا العسكري حيث عين أستاذًا برتبة عقيد. شغل منصب مدرس ورئيس قسم الكيمياء والجيولوجيا وعلم المعادن وعلم المعادن. خلال فترة عمله، أنشأ ماكدونالد أول متحف للمؤسسة. خلال العام الدراسي 1867-1868، قسم كرسي ماكدونالدز بشكل أكبر حيث انتهي من قاعات محاضرات جديدة داخل الثكنات التي رممت. احتفظ بموضوعات علم المعادن والجيولوجيا وعلم المعادن. من بين زملائه من أعضاء هيئة التدريس المشرف فرانسيس هيني سميث والأساتذة ماثيو فونتين موري وسكوت شيب وجون ميرسر بروك وجورج واشنطن كوستيس لي. قرب نهاية فترة عمله في معهد فيرجينيا العسكري، شغل ماكدونالد كرسي الجيولوجيا وهندسة التعدين.
في عام 1875، شارك ماكدونالد في تربية الأسماك وأصبح مديرًا لمفرخ الأسماك بولاية فيرجينيا في ويذفيل. عين المفوض الوحيد للأسماك في فيرجينيا بعد ذلك بوقت قصير. خلال فترة بقائه في هذا المنصب اخترع ماكدونالد سلم السمك الذي سمي باسمه. مكّن هذا السلم السلمون وأنواع الأسماك المهاجرة الأخرى من صعود منحدرات المجاري المائية، وبالتالي زيادة مساحة مناطق التكاثر. في عام 1877، كلفت فرجينيا شركة ماكدونالد بإجراء مسح للموارد المعدنية داخل حوض نهر جيمس، وتقديم تقرير بالنتائج التي توصل إليها إلى الجمعية العامة لفيرجينيا في عام 1879. استمر ماكدونالد في التدريس في معهد فيرجينيا العسكري حتى عام 1879، عندما عرض عليه سبنسر فولرتون بيرد منصبًا في لجنة الولايات المتحدة للأسماك ومصايد الأسماك. قبل ماكدونالد، وقدم استقالته من لجنة فرجينيا إلى الحاكم فيتزهوغ لي.